# Voyageur
Voyageur – czwarty album studyjny kanadyjskiej wokalistki Kathleen Edwards z roku 2012.

## Lista utworów
1. "Empty Threat" – 3:37
2. "Chameleon/Comedian" – 4:41
3. "A Soft Place to Land" – 4:25
4. "Change the Sheets" – 4:30
5. "House Full of Empty Rooms" – 3:01
6. "Mint" – 4:52 (Backup vocals by The Good Lovelies)
7. "Sidecar" – 2:38
8. "Pink Champagne" – 5:09
9. "Going to Hell" – 4:18
10. "For the Record" – 7:06